# Bitwa pod Bladensburgiem

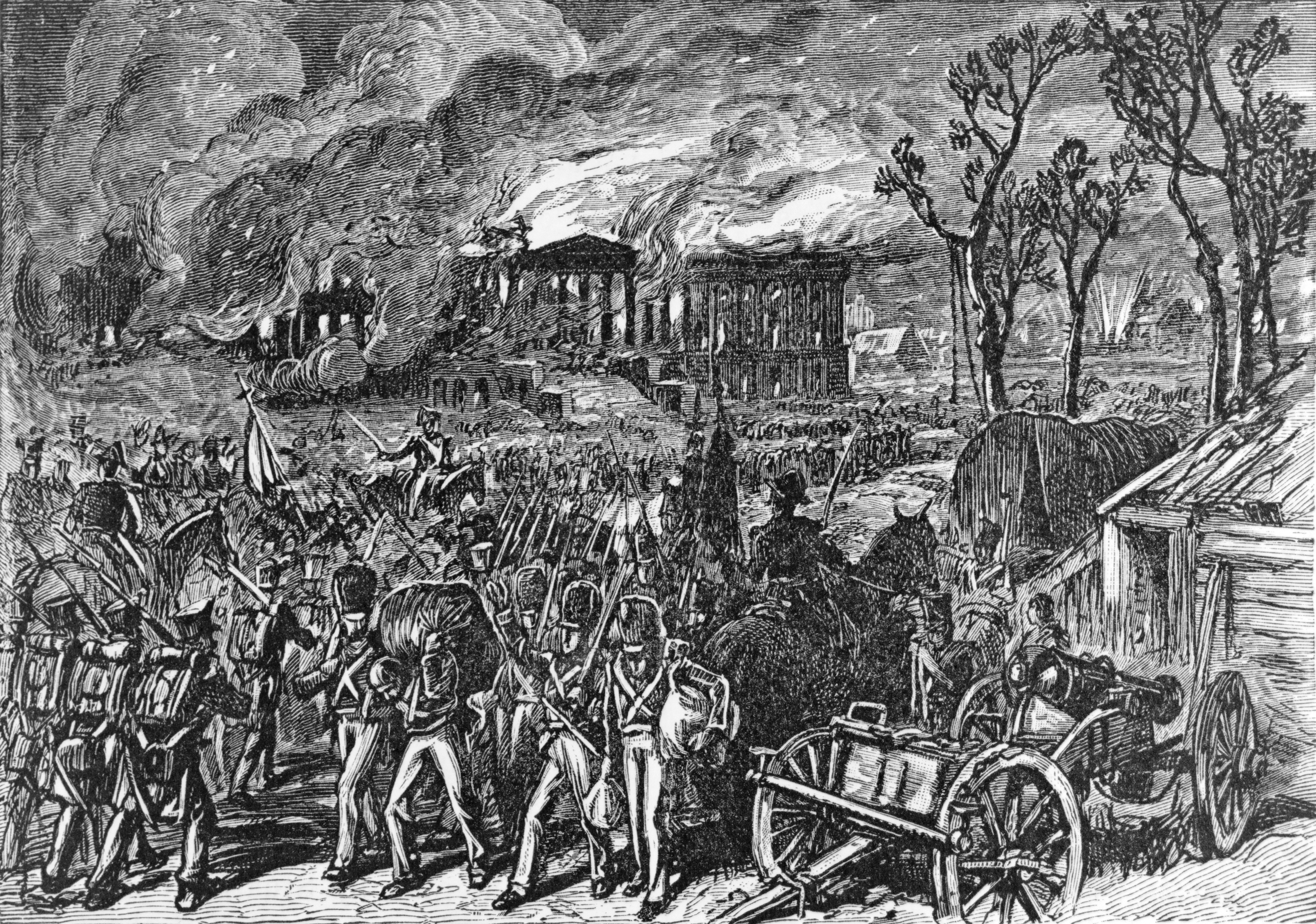
Rycina przedstawiająca bitwę

Bitwa pod Bladensburgiem miała miejsce 24 sierpnia 1814 roku podczas wojny brytyjsko-amerykańskiej.
Co niezwykłe, na polu bitwy znalazł się prezydent Stanów Zjednoczonych James Madison a także sekretarz stanu James Monroe.
Bitwa zakończyła się zwycięstwem oddziałów brytyjskich, co pozwoliło im na zdobycie Waszyngtonu i spalenie Białego Domu, Kapitolu i innych budynków rządowych w mieście.